# Ramphotyphlops cumingii
Ramphotyphlops cumingii este o specie de șerpi din genul Ramphotyphlops, familia Typhlopidae, descrisă de Gray 1845. Conform Catalogue of Life specia Ramphotyphlops cumingii nu are subspecii cunoscute.